# Apartaments de Cerdanyola
Els Apartaments de Cerdanyola és una obra de Cerdanyola del Vallès (Vallès Occidental) inclosa a l'Inventari del Patrimoni Arquitectònic de Catalunya.

## Descripció
Conjunt d'apartaments col·lectius construïts en cinc nivells i estructurats al voltant d'un espai central. Aquest conjunt consta de dues parts principals: una part de la construcció a la què s'hi accedeix pel mateix carrer, i l'altra amb una façana principal al mig de la qual s'obre un espai per delimitar l'entrada als apartaments. En aquest espai s'eleva una escala que condueix, mitjançant un "pont" i unes passarel·les, a la segona part de l'edifici, situada a la part posterior i que està reservada als estudis. Aquests últims disposen d'una terrassa pròpia que pot ser utilitzada com un jardí.
Les façanes són fetes a obra vista (sense revestir), mentre que les escales i passarel·les amb estructura metàl·lica. L'aspecte massís del maó queda contrastat per la lleugeresa de l'estructura metàl·lica.
El complex reprodueix la tipologia d'habitatge unifamiliar per a un projecte d'habitatges col·lectius. Els arquitectes van aconseguir un resultat modern sota l'aspecte d'arquitectura tradicional.

## Història
Apartaments construïts entre els anys 1978 i 1979 en uns terrenys que eren propietat dels senyors Fatjó.